# Camille Ernst
Pour les articles homonymes, voir Ernst.
Camille Ernst, né le 29 septembre 1900 à Sélestat et mort le 1er septembre 1983 dans le 13e arrondissement de Paris, est un haut fonctionnaire et préfet français.
Issu d'une famille alsacienne catholique, il fut successivement enseignant, sous-préfet, secrétaire général de  préfecture dans le sud de la France après avoir été expulsé par les Allemands de la zone occupée, puis préfet à la Libération.
Mais il a surtout marqué les esprits par son engagement patriotique et humanitaire durant la Seconde Guerre mondiale : résistant et déporté, désigné Juste parmi les nations pour les nombreuses vies qu'il a sauvées.

## Parcours dans l'administration française jusqu'à l'Occupation
Il fait ses études aux lycées de Haguenau puis à Strasbourg et à Paris.
Enseignant, en 1924, il est professeur de lettres et langues vivantes à l'École alsacienne à Paris.
En 1928, il s'oriente dans l'administration française et est nommé le 4 novembre 1930 sous-préfet d'Erstein. En 1936 il quitte l'Alsace pour l'Orne, toujours comme sous-préfet, puis en 1939 pour la Meuse.
Lors de la débâcle de mai-juin 1940, il est en poste à Bar-le-Duc. Il y subit l'occupation allemande. Il exprime son refus de la défaite, en encourageant  la population à la résistance passive et en entravant ou gênant chaque fois que possible  l'action des occupants.
Le 14 juillet 1940, il met le drapeau tricolore en berne à la Préfecture, refuse de le retirer malgré les injonctions, et invite la population à se rassembler devant le monument aux morts. Les autorités militaires allemandes procèdent à son arrestation. Il est traduit devant un conseil de guerre et condamné à huit jours de prison et à une amende. À l’expiration de sa peine, ses biens sont confisqués et il est expulsé de la zone occupée vers la zone dite libre.

## Actions de résistance à Montpellier
Le gouvernement de Vichy le nomme en septembre 1940 secrétaire général de la préfecture de l’Hérault, à Montpellier.
Le 1er août 1941, il sauve la vie d'un juif allemand détenu à la maison d’arrêt de Montpellier, par un courrier le plaçant, de façon bien théorique, en « résidence obligatoire » à Pézenas.
Lorsqu’en 1941 les premières mesures d’internement sont mises en vigueur à l’encontre des Juifs à la charge du département. Il ne donne pas de suite aux instructions reçues et prévient les responsables de la communauté juive lorsque des arrestations et des rafles sont décidées.
En novembre 1942, il délivre un ordre de mission d’ouvrir un foyer d’accueil à Millau, dans l’Aveyron, pour les Juifs étrangers qui devaient quitter le département côtier de l’Hérault. De nombreuses personnes, femmes, hommes et enfants, y sont ainsi transférés et répartis dans une région moins exposée, pendant quelques mois, aux persécutions.
En 1942, il commence à tisser des liens avec des organisations de Résistance locale. En juillet de la même année, il adhère au réseau « Famille Martin ». C'est un mouvement de résistance créé à Marseille par des réfugiés alsaciens.
En novembre 1942, la France est désormais totalement occupée. Camille Ernst organise le camouflage de stocks d’armes, et de tous les moyens pouvant être utiles à une lutte armée. Il facilite le passage de nombreux jeunes gens vers l’Espagne, d’où ils peuvent rejoindre l’Afrique du Nord. Il délivre de fausses cartes d’identité à des centaines de personnes : prisonniers, évadés alsaciens et luxembourgeois ayant déserté l’armée allemande, étrangers ayant servi dans la Légion Étrangère, juifs menacés d’être arrêtés et déportés.
Camille Ernst continue à prévenir les responsables des opérations de police dirigées contre leur communauté, lorsqu'il en a connaissance. Il facilite la libération de centaines d’enfants juifs internés dans des camps du sud de la France, en délivrant des certificats de résidence, et en s'assurant de leur prise en charge dans diverses institutions, parrainées par les organisations de secours juives, en relation notamment avec le grand Rabbin Henri Schilli et avec le président du Consistoire du Bas-Rhin, Charles Ehrlich.
En février 1943, les autorités de Vichy font arrêter Camille Ernst, à la demande du chef de la Gestapo de Montpellier, qui a remonté la filière de production de fausses cartes d’identité. Relâché au bout de huit jours, il est relevé de ses fonctions par le ministre de l’intérieur.
En avril 1943, il est reclassé comme conseiller de préfecture à Marseille et détaché, en cette qualité, à partir du 1er août, dans les fonctions de directeur des services administratifs de la ville de Marseille. Il poursuit son action au service de la Résistance.
Le 17 novembre 1943, il est arrêté à la sortie de l’hôtel de ville par le chef de la section politique de la Gestapo. Il est détenu  à la prison des Baumettes, construite peu avant la guerre.
Le 16 juin 1944, il est transféré au camp de Compiègne. De ce camp de transit, il est, le 2 juillet, déporté en Allemagne, au camp de concentration de Dachau puis à un camp de travail proche, dont il est délivré par les troupes américaines le 8 mai 1945.

## Retour à la préfectorale
Il reprend, après la guerre, son parcours préfectoral.
Il occupe successivement les postes de Préfet des Ardennes, succédant à Georges Rastel, de 1945 à 1946. L'aide aux populations et la mise en place d'un approvisionnement régulier, ainsi que la consolidation du régime républicain dans le cadre du Gouvernement provisoire de la République française, restent toujours d'actualité.
Puis il est nommé préfet de l’Aisne en 1946 et 1947. Et préfet d’Alger de 1947 à 1950. Un de ses rapports adressé au Ministère de l'Intérieur décrit alors en détail le fonctionnement de ce qui n'est encore que l'OS (« Organisation spéciale »), en attendant de devenir le Comité révolutionnaire d'unité et d'action (CRUA), mouvement fondé quelques années plus tard et à l'origine du déclenchement de la guerre d'indépendance de l'Algérie.
Il revient en métropole comme préfet de Seine-et-Marne de 1950 à 1953, des Alpes-Maritimes pour deux années également, et enfin, le 15 décembre 1954, d’Ille-et-Vilaine, où il exerce aussi une mission sur le plan régional d'inspecteur général de l’administration en mission extraordinaire, Igame en abrégé. Ces igames préfigurent les futurs préfets de région, et leur territoire correspond à une région militaire.
À la fin de sa carrière, il occupe à partir de mai 1960 la fonction de directeur général des affaires politiques et de l’administration du territoire, au Ministère de l’Intérieur. Placé à sa demande en congé spécial en 1963, il est admis à la retraite et nommé Préfet honoraire en août 1965. Quelques mois après ce passage en retraite, il soutient publiquement, avec une soixantaine de personnalités Compagnons de la Libération ou médaillés de la Résistance la candidature de Charles de Gaulle à l'élection présidentielle française de 1965. Il préside pendant quelque temps la société du pipe-line Méditerranée-Rhône.
Samuel Pisar, le citant parmi les « grands commis de l’État qui ont démontré qu'on pouvait servir sans compromission, sans ignominie », précise à ce sujet : « Ce qui est frappant, c'est de constater combien le devoir d'homme a imprégné les devoirs du fonctionnaire, le devoir moral de désobéissance. On parle beaucoup en France du civisme. Quelle extraordinaire leçon est révélée par les actes de ces Justes ! ». Il meurt à Paris en 1983.

## Engagement pour la langue bretonne
Il est cité comme membre de la Fondation culturelle bretonne en 1957.

## Honneurs
- Médaille de la Résistance française par décret du 15 octobre 1945[13].

## Hommages
- Le titre de Juste parmi les nations lui est décerné par l'Institut Yad Vashem le 30 novembre 1971[14].
- Le 6 mai 2010, le nom d'un square lui est dédié à Montpellier, non loin de la synagogue Mazal Tov dans le quartier des Beaux-arts[15] (43° 37′ 07″ N, 3° 52′ 43″ E).
- Le 17 octobre 2013, une plaque commémorative a été inaugurée à Haguenau à l'angle de la rue du Grand Rabbin Bloch où se trouve la synagogue de la ville[16].
- Le 28 avril 2016, une cour portant son nom a été inaugurée dans l'enceinte de la préfecture de l'Hérault[17].